# ENSIMAG
Trường ENSIMAG, tên đầy đủ là École nationale supérieure d'informatique et de mathématiques appliquées de Grenoble (Trường Quốc gia Khoa học Máy tính và Toán học ứng dụng Grenoble), là một trong 10 phân khoa (Grandes Écoles) của Viện Bách khoa Quốc gia Grenoble (Institut National Polytechnique de Grenoble - INPG) tại (Pháp).
ENSIMAG là trường đầu tiên về tin học và toán ứng dụng của Pháp, tiên phong trong lĩnh vực xử lý thông tin.